# アロハ (お笑いコンビ)
アロハは、吉本興業東京本社（東京吉本、厳密には子会社のよしもとクリエイティブ・エージェンシー）に所属していたお笑いコンビ。

## メンバー
- VITA（びーた、1985年3月7日（40歳） - )

本名は内藤 紗弥花（ないとう さやか）
神奈川県三浦市出身。身長は156cm。ボケ担当。
高校時代、真剣10代しゃべり場に5期生として出演。内閣総理大臣志望であると主張して討論した。また、高校生時代は生徒会長を務めた。
慶應義塾大学総合政策学部卒業（AO入試にて合格）。学んでいたのは社会起業論。大学入学後に演劇を始め、ニューヨークのブロードウェイで大きな感動を覚えたのをきっかけに自分で創る側にもなり、『Axel*Beer』という劇団を自ら立ち上げ活動していた。また大学生時代には塾などで大学受験生の指導にも携わっていた。
「VITA」とは、イタリア語で「生きる」「生活する」と言った意味の言葉で、大学生時代にこの言葉の響きを気に入って自分で名付けた。
クマのプーさんを好む。
2011年1月、タロット占いを体験してはまり、カードを購入。翌日のルミネtheよしもと　なう。初MCで早速「VITAロット」を披露した。
芸人引退後、2年間の営業コンサルティング会社勤務を経て、『ヘルメス株式会社』に移り、同社で志望理由書や小論文の書き方、面接での表現の仕方などの指導を行うインストラクターを務める他、大学・専門学校など学校案内のイベント、高等学校の保護者会などで講師、相談員として講演会、セミナーなどを行っている。
「オツカレーライス〜」が自らの決め台詞の様なものとして有り、芸人時代のネタの台詞から『VITAのエッセイ「VISSEY」』、また講演の時の締めでもこの台詞を発したことがある。
- 山貝 菜美（やまがい なみ、1982年6月28日（42歳） - ）

東京都出身。血液型はO型。身長は162cm。ツッコミ担当。
かつては、コンビ『バイブレーション』のメンバーとして活動
2010年、2011年当時はスナック勤務をしていた（こういったことから、同じくスナック勤めの“チーママ”芸人仲間のはやぶさゆか、カーネリアン海、メロディーきみえ、クレイジードールズみかちゅうと共に「飛べない夜の蝶〜今日ママいないんです〜」（新宿ネイキッドロフト）を2011年3月12日に行った。

## 略歴
NSC東京校13期生（2007年入学）出身。ここでの同期生同士で結成。
ぷち観音と合同でのトークライブ「たくのみ」（東京都新宿区・ネイキッドロフト）を4回行った（第1回は2010年6月17日）。
2010年8月・9月、NON STYLE石田脚本・主演舞台「BARアンラッキー」クライマックス回にコンビで出演した（9月の大阪上演舞台はDVD化）。
2011年6月末に解散。共に引退。

## 芸風
代表的なコントのネタに「朝ドラ風女子」というものがあり、朝ドラのヒロインのように何でも明るく全力で行動する、VITAの演じる「海空花子」（うみぞらはなこ）と山貝との掛け合いとなっている。「海空花子」というキャラ名は、2009年に中野のお笑いライブ『TEPPEN』に出演した際に、キャラを見た主催者に名付けてもらった。海空花子は大阪府出身という設定で、VITAは神奈川県出身であるが大阪弁風に演じている（合間に何回か入れている「海空花子です!」という台詞も「み」と「な」にアクセントが付く）。2010年の特番『バラコレ 自信つきまシアター イイトコダス』で、このネタを披露した際、共演者の千原ジュニアや勝俣州和から「朝見たくなる芸」と評された。
漫才の時は、VITAがボケ（ビタミン担当）、山貝がツッコミのポジションで演じる。また、VITAにはブログのタイトルと同じ「オツカレーライス〜」というつかみの台詞がある。

## 主なメディア出演

### テレビ番組
- 爆笑レッドシアター（フジテレビ系） - 「ホワイトシアター」
- ダウンタウンのガキの使いやあらへんで!!（日本テレビ系）
- ぐるぐるナインティナイン（日本テレビ系） - 「おもしろ荘へいらっしゃい!」
- オンバト+（NHK総合）通算0勝1敗 最高277KB
  - 番組初の「+1芸人」として翌週にネタをオンエアされた。
- お笑いさぁ〜ん（日本テレビ系） - 「おつなぎさぁ〜ん」

ほか多数

### インターネット番組
- ルミネtheよしもと　なう。（Ustream、ルミネ前説担当日MC）

## 著書
- コミュニケーション力がアップする!You I Weの法則（内藤紗弥花VITA・著　秀和システム　2015年6月18日刊）